# Bergman szigete
A Bergman szigete (eredeti cím: Bergman Island) 2021-es koprodukciós romantikus filmdráma, amelyet saját forgatókönyvéből Mia Hansen-Løve rendezett. A főbb szerepekben Vicky Krieps, Tim Roth, Mia Wasikowska és Anders Danielsen Lie látható.
Világpremierje a cannes-i fesztiválon volt 2021. július 11-én. Franciaországban 2021. július 14-én mutatta be a Les Films du Losange. Svédországban 2021. október 1-jén jelent meg.

## Cselekmény
Egy filmes házaspár, Chris és Tony Sanders Fåröre utazik, arra a szigetre, ahol Ingmar Bergman élt és dolgozott, és ahol Tony egyik filmjének vetítését tartják. Tony rajong Bergmanért, és a sziget inspirálja. Chris, aki ambivalensen viszonyul a szigethez, és nem kedveli Bergmant személyes hibái miatt, különösen apaként, írói blokkokkal küzd, és hiányzik a lánya, June, aki Chris édesanyjánál lakik.
Tony filmjének vetítése közben Chris megszökik, és Hampusszal, egy filmes diákkal, akivel abban a templomban találkozott, ahol Bergman nyugszik, felfedezi a szigetet. A vetítés után Tony részt vesz a „Bergman-szafari” túrán, és felháborodik, mert Chris nem kíséri el. Hazaérve Chris bevallja, kreatív problémái vannak, és hiányzik neki June.
Másnap Chris elmagyarázza legújabb forgatókönyvének vázlatát Tonynak, remélve, hogy segít neki a befejezésben, amelyet nem tudott megírni. Ebben az egykori szerelmesek, Amy és Joseph sok év után találkoznak Fårön, közös barátaik esküvőjén. Újraélesztik románcukat annak ellenére, hogy más kapcsolataik is vannak; rájönnek, nem tudnak elköteleződni egymás mellett. Joseph elhagyja a szigetet anélkül, hogy szólna Amynek, és összetört szívvel otthagyja. A jelenet során Tony többször is félbeszakítja Chris-t, telefonhívásokat fogad, vagy szétkapcsol, és végül közli, nem tud segíteni neki a befejezésben.
Tony elhagyja Fårö-t, hogy felvegye June-t, és elvigye a szigetre. Chris egyedül utazik a Bergman-birtokra, és kifelé menet találkozik Hampusszal. Otthagyja neki a kulcsot, majd a lány elalszik. A forgatókönyvében szereplő „Joseph” ébreszti fel, akit Andersnek, a színész valódi nevére hivatkozik. Anders úgy beszél vele, mintha ő rendezné a filmet, végigvezeti őt Bergman könyvtárának helyszínén, majd részt vesznek a forgatás lezárását ünneplő stábpartiján, amelyen a történetében szereplő színészek is részt vesznek. Chris és Anders szívélyesen elbúcsúznak egymástól.
Tony visszatér a szigetre June-nal, aki a Bergman birtokon lévő szélmalomnál találkozik Chrisszel.

## Szereplők
| Szerep          | Színész              | Magyar hang         |
| --------------- | -------------------- | ------------------- |
| Chris Sanders   | Vicky Krieps         | Mentes Júlia        |
| Tony Sanders    | Tim Roth             | Csankó Zoltán       |
| Amy / önmaga    | Mia Wasikowska       | Ligeti Kovács Judit |
| Joseph / önmaga | Anders Danielsen Lie | Rohonyi Barnabás    |
| Hampus          | Hampus Nordenson     | Fáncsik Roland      |
| Åse             | Anki Larsson         |                     |
| Hedda           | Kerstin Brunnberg    | Garami Mónika       |
| Berit           | Melinda Kinnaman     |                     |
| Stig            | Stig Björkman        | Barbinek Péter      |
| Jonas           | Joel Spira           |                     |
| Nicolette       | Clara Strauch        |                     |
| Super 8 Man     | Matthew Lessner      |                     |
| amerikai férfi  | Gabe Klinger         |                     |

### Magyar változat
- Magyar szöveg: Liszkay Szilvia
- Szerkesztő: André Judit
- Felvevő hangmérnök: Orosz Péter
- Keverő hangmérnök és vágó: Kis Pál
- Gyártásvezető: Bogdán Anikó
- Szinkronrendező: Pócsik Ildikó
- Produkciós vezető: Fodor Eszter

A szinkront a MAHIR Szinkron Kft. készítette el.

## A film készítése
2017 májusában jelentették be, hogy Greta Gerwig, John Turturro és Mia Wasikowska csatlakozott a film szereplőgárdájához, a filmet Mia Hansen-Løve rendezi az általa írt forgatókönyv alapján. A produceri feladatokat Charles Gillibert végzi, a CG Cinema nevű cégének égisze alatt. 2018 májusában Anders Danielsen Lie csatlakozott a film szereplőgárdájához, Rodrigo Teixeira pedig producerként vett részt a munkálatokban, az RT Features nevű cégének keretein belül. 2018 augusztusában jelentették be, hogy Vicky Krieps bekerült a stábba, aki Gerwig helyére lépett, ugyanis ő ütemezési problémák miatt kiszállt a filmből. Piano a Dauphin Films társproducerével, Charlotte Dauphinnal együtt producerként is közreműködött a projektben. Eredetileg Owen Wilson lett volna Turturro utódja Tony szerepében, míg végül 2019 májusában Tim Roth kapta meg a szerepet.
A forgatás 2018. augusztus 9-én kezdődött a svédországi Fårö szigetén. A gyártást 2018. szeptember 11-én szüneteltették, és 2019. június 17-én kezdték újra.